# Mesophyllum funafutiense
Mesophyllum funafutiense (Foslie) Verheij, 1993  é o nome botânico  de uma espécie de algas vermelhas  pluricelulares do gênero Mesophyllum, subfamília Melobesioideae.
- São algas marinhas encontradas na África do Sul e em algumas ilhas do Pacífico e Índico.

## Sinonímia
- Lithothamnion philippii f. funafutiense  Foslie, 1899
- Lithothamnion funafutiense f. purpurascens   Foslie, 1901
- Lithothamnion purpurascens   (Foslie) Foslie, 1907
- Mesophyllum purpurascens   (Foslie) Adey, 1970